# Olympic Nice Natation
L'Olympic Nice Natation est un club français de natation basé à Nice dans les Alpes-Maritimes. Le club compte environ 1 800 licenciés évoluant au sein des différentes sections du club : natation sportive, water polo, natation synchronisée, plongeon et triathlon.

## Histoire
Le Cercle des nageurs de Nice (actuellement l'Olympic Nice Natation) est fondé le 25 décembre 1912 par le champion de natation Paul Vasseur, 27 fois champion de France et 8 fois international. Dès la saison suivante, le CNN se place à la tête des sociétés régionales tant en natation qu'en water-polo. De 1914 à 1916, la société fut dissoute par suite de la mobilisation de la plupart de ses membres. En 1917, Paul Vasseur réforme la Société avec l'appoint d'éléments venus du National Sporting Club. Les équipes du Cercle des Nageurs de Nice sont surnommés les « Invincibles » et affirment une supériorité manifeste dans toutes les épreuves, succès consacrés en 1919 par la victoire de l'équipe de grand fond dans le championnat de France à Bordeaux. En 1920, Paul Vasseur quitte la Côte d'Azur, la plupart des équipiers sont appelés aux armées et le C.N.N. subit de ce fait une éclipse.
Il subsiste malgré tout et s'il perd ses titres en water-polo, les relais et une grande partie des épreuves individuelles restent son apanage. À la fin de 1921, la Société reçoit un gros appoint en la personne du Dr L. Frette qui vient la renforcer à la tête d'un groupe d'excellents nageurs, grâce à son dévouement et sa compétence, le C.N.N. voit s'ouvrir une ère incomparable de prospérité, l'excellente participation des nageurs niçois aux championnats de France à Strasbourg, Tourcoing, Arras, Paris classe le club de Nice parmi les plus actifs de France et le Dr Frette est hautement récompensé par la Fédération qui l'appelle à la Commission Sportive Centrale et le nomme entraîneur olympique et membre du jury de la grande compétition mondiale. En 1924 et 1925, l'équipe première enlève brillamment la Coupe d'Encouragement au water-polo et enfin en 1926 classée en division d'honneur, elle remporte la 3e place.
L'ONN prend la suite du Cacel Nice, victime d'une liquidation judiciaire en 1995. Il est présidé par Jean Monnot, et dirigé depuis 1996 par Richard Papazian,. Ce dernier confie en 1999 la responsabilité du groupe élite des nageurs à Fabrice Pellerin.

## Section natation sportive
Parmi les nageurs actuellement licenciés au club, on trouve : 
- Charlotte Bonnet : médaillée de bronze au relais 4 × 200 m nage libre aux Jeux olympiques de 2012 et aux championnats du monde de 2013 ;
- Anna Santamans : médaillée d’or aux Jeux olympiques de la jeunesse d'été de 2010 en 50 mètres nage libre.

Lors des championnats de France de natation 2012, les nageurs du club remportent neuf titres de champion de France, deux médailles de bronze, battent trois records de France, et cinq d'entre eux se qualifient pour les Jeux olympiques de 2012.
Parmi les anciens licenciés du club, on trouve : 
- Camille Muffat : championne olympique en 2012 et championne du monde en 2013 ;
- Yannick Agnel : double champion olympique en 2012 et triple champion du monde en 2010 et 2013 ;
- Clément Lefert : champion olympique en 2012 en relais 4 × 100 mètres 4 nages et recordman de France du 100 mètres papillon depuis 2009. Champion olympique du relais 4 × 100 m aux JO de Londres ;
- Guy Middleton : deux fois champion de France[5], 6 fois international, 8 fois recordman de France ;
- Marius Zwiller : trois fois recordman de France International.

### Palmarès

#### Jeux olympiques
- Trois titres olympiques : 4 × 100 mètres nage libre, Yannick Agnel et Clément Lefert, Jeux olympiques de 2012 , 200 mètres nage libre, Yannick Agnel à Londres 2012, 400 mètres nage libre, Camille Muffat, Jeux olympiques d'été de 2012
- Deux médailles d'argent : 200 mètres nage libre, Camille Muffat, Jeux olympiques d'été de 2012, 4 × 200 mètres nage libre, Yannick Agnel et Clément Lefert, Jeux olympiques d'été de 2012
- Une médaille de bronze : 4 × 200 mètres nage libre, Charlotte Bonnet et Camille Muffat, Jeux olympiques d'été de 2012

#### Championnats du monde
- Quatre titres mondiaux :
- Une médaille d'argent :
- Six médailles de bronze :

#### Championnats d'Europe
- Sept titres européens :
- Quatre médailles d'argent :
- Quatre médailles de bronze :

## Section water-polo
L'équipe masculine de la section water-polo du club (Olympique Nice Water-polo), titrée huit fois championne de France masculine entre 1996 et 2004, évolue en championnat élite. L'équipe féminine, qui évolue en première division dames, possède quatre titres de championne de France acquis depuis 2007. 
En 2008, la section water-polo comptait 350 licenciés et disposait d'un budget annuel de deux millions d'euros.
Parmi les anciens licenciés du club qui ont fait l'apanage du club de Nice on trouve :
- Paul Vasseur : jeux Olympiques de 1920 ;
- Honoré Goyenèche : équipe première de water-polo 1919 Capitaine 1924-1925-1926 ;
- Gabriel Delage : équipe première de Water-polo 1919 ;
- Alphonse Winckler : avant de l'équipe première de water-polo 1925-1926 ;
- Charles Straforelli : arrière de l'équipe première de Water-Polo 1924-1925-1926 ;
- Guy Middleton ;
- Albert Savone.

### Équipe élite masculine2011-2012
- Arnaud Jablonski
- Gejza Gyurcsi
- Manuel Laversanne
- Enzo Khasz
- Romain Beaumelou
- Benoît Bry
- Toma Rodin
- Rémi Saudadier (capitaine)
- Tristan Nicolet
- Martin Faměra
- Nicolas Estèbe
- Emrick Ardisson
- Loris Jeleff
- Michal Iždinský
- Mathieu Charbit

### Palmarès

#### Water-polo féminin
- Six titres de Champion de France : 2007, 2009, 2010, 2011, 2012 et 2013.
- Deux coupes de France : 2010 et 2011.

#### Water-polo masculin
- Meilleur résultat en Ligue des champions : quart de finale en 1998, 1999, 2000, 2001, 2002 et 2003.
- Huit titres de Champion de France : 1997, 1998, 1999, 2000, 2001, 2002, 2003 et 2004 ;
  - Quatre fois vice-champion de France : 2005, 2006, 2008 et 2009 :
  - Deux fois troisième du championnat de France : 2007 et 2011.
- Quatre coupes de France : 1999, 2000, 2001 et 2002[6] ;
  - finaliste en 2010 et 2011 ;
  - troisième en 2006 et 2007.
- Une coupe de la Ligue : 2003[6].

## Section triathlon
Entraîneurs en 2014 : Yves Cordier et Philippe Mazella
- Jeanne Collonge : vainqueur de l’Embrunman en 2012 et 2013, championne de France longue distance 2012.
- Romain Guillaume : vainqueur de l’Ironman Lanzarote en 2014, 10e à l'Ironman de Kona (Hawaï) en 2014.
- Maxim Chané : champion du monde juniors XTerra 2014, champion de France groupes d'âges 2014.